# Kelly Olynyk
Kelly Tyler Olynyk (* 19. April 1991 in Toronto, Ontario) ist ein kanadischer Basketballspieler, der seit 2025 bei den New Orleans Pelicans in der National Basketball Association (NBA) unter Vertrag steht. Er stammt aus einer Basketball-Familie, sein Vater war Coach der University of Toronto und der Junioren-Nationalmannschaft von Kanada.

## College
Olynyk spielte von 2009 bis 2013 für die Gonzaga Bulldogs, die Mannschaft der Gonzaga University, wo er mit dem deutschen Nationalspieler Elias Harris zusammenspielte. Die Saison 2011/12 setzte Olynyk komplett aus, kehrte aber in der folgenden Spielzeit als einer der besten Spieler der NCAA Division I zurück. Er wurde zum Spieler des Jahres der West Coast Conference sowie ins Consensus All-America First Team und das Academic All-America First Team gewählt. Während seiner Collegezeit nahm Olynyk außerdem mit der kanadischen Nationalmannschaft an der Weltmeisterschaft 2010 und der Amerikameisterschaft 2011 teil.

## NBA

### Boston Celtics
In der NBA-Draft 2013 wurde Olynyk an 13. Stelle von den Dallas Mavericks ausgewählt. Kurz nach seiner Auswahl wurde Olynyk für die Rechte an Lucas Nogueira und zwei zukünftigen Zweitrunden Draftpicks zu den Boston Celtics transferiert. Am 7. Juli 2013 unterschrieb er einen Rookie-Vertrag bei den Boston Celtics, nachdem er bei seinem Debüt in der NBA Summer League 25 Punkte erzielt hatte. In seiner Rookiesaison kam er in
70 Spielen zum Einsatz und erzielte 8,7 Punkte und 5,2 Rebounds. Er wurde in das NBA All-Rookie Second Team berufen. Seine zweite Saison schloss er leicht verbessert mit 10,3 Punkten im Schnitt ab, konnte sich jedoch nicht in die Startaufstellung der Celtics spielen. Er erreichte zudem mit den Celtics die Playoffs. Auch in den zwei weiteren Jahren bei den Celtics konnte Olynyk sich nicht in die Starting-Five des Teams spielen. Trotzdem übernahm er als Rotationsspieler bei den Celtics eine wichtige Rolle. In allen vier Jahren bei dem Franchise aus Boston, kam er durchschnittlich auf ungefähr 20 Minuten Spielzeit, erzielte 9,5 Punkte und holte 4,7 Rebounds pro Spiel. Im Sommer 2017 lief sein Rookie-Vertrag aus. Aufgrund der Verpflichtung von Gordon Hayward hatten die Celtics nicht mehr genug Gehaltsspielraum zur Verfügung, um Olynyk eine Vertragsverlängerung anbieten zu können.

### Miami Heat
In der Free Agency 2017 unterschrieb Olynyk einen Vierjahresvertrag über 50 Millionen US-Dollar bei den Miami Heat, wobei er eine Spieleroption im letzten Jahr hält. Im Jahr 2020 erreichte Olynyk mit den Heat das NBA-Finale, wo die Heat den Los Angeles Lakers unterlagen.

### Houston, Detroit, Utah und Toronto
Im März 2021 wurde Olynyk zusammen mit Avery Bradley für Victor Oladipo zu den Houston Rockets transferiert. Nach der Saison verließ Olynyk die Rockets und unterschrieb einen Dreijahresvertrag bei den Detroit Pistons. Nach einer Saison bei den Pistons wurde er im September 2022 zusammen mit Saben Lee zu den Utah Jazz für Bojan Bogdanović transferiert. Am 8. Februar 2024 wurde er an die Toronto Raptors abgegeben.

### New Orleans Pelicans
Kurz vor der Tradedeadline im Februar 2025 wurde Kelly Olynyk zusammen mit Bruce Brown und zukünftigen Draftpicks für Brandon Ingram zu den New Orleans Pelicans transferiert.

## Karriere-Statistiken

### NBA

#### Reguläre Saison
| Saison  | Team            | GP  | GS  | MPG  | FG % | 3P % | FT % | RPG | APG | SPG | BPG | PPG  |
| ------- | --------------- | --- | --- | ---- | ---- | ---- | ---- | --- | --- | --- | --- | ---- |
| 2013–14 | Boston          | 70  | 9   | 20.0 | .466 | .351 | .811 | 5.2 | 1.6 | 0.5 | 0.4 | 8.7  |
| 2014–15 | Boston          | 64  | 13  | 22.2 | .475 | .349 | .684 | 4.7 | 1.7 | 1.0 | 0.6 | 10.3 |
| 2015–16 | Boston          | 69  | 8   | 20.2 | .455 | .405 | .750 | 4.1 | 1.5 | 0.8 | 0.5 | 10.0 |
| 2016–17 | Boston          | 75  | 6   | 20.5 | .512 | .354 | .732 | 4.8 | 2.0 | 0.6 | 0.4 | 9.0  |
| 2017–18 | Miami           | 76  | 22  | 23.4 | .497 | .379 | .770 | 5.7 | 2.7 | 0.8 | 0.5 | 11.5 |
| 2018–19 | Miami           | 79  | 36  | 22.9 | .463 | .354 | .822 | 4.7 | 1.8 | 0.7 | 0.5 | 10.0 |
| 2019–20 | Miami           | 67  | 9   | 19.4 | .462 | .406 | .860 | 4.6 | 1.7 | 0.7 | 0.3 | 8.2  |
| 2020–21 | Miami / Houston | 70  | 62  | 28.5 | .484 | .342 | .829 | 7.0 | 2.9 | 1.1 | 0.6 | 13.5 |
| 2021–22 | Detroit         | 40  | 1   | 19.1 | .448 | .336 | .775 | 4.4 | 2.8 | 0.8 | 0.5 | 9.1  |
| 2022–23 | Utah            | 68  | 68  | 28.6 | .499 | .394 | .853 | 6.2 | 3.7 | 0.9 | 0.5 | 12.5 |
| 2023–24 | Utah / Toronto  | 78  | 27  | 22.6 | .555 | .387 | .833 | 5.3 | 4.4 | 0.9 | 0.4 | 9.8  |
| Gesamt  | Gesamt          | 756 | 261 | 22.6 | .485 | .369 | .798 | 5.3 | 2.4 | 0.8 | 0.5 | 10.3 |

#### Play-offs
| Saison  | Team   | GP | GS | MPG  | FG % | 3P % | FT % | RPG | APG | SPG | BPG | PPG  |
| ------- | ------ | -- | -- | ---- | ---- | ---- | ---- | --- | --- | --- | --- | ---- |
| 2014–15 | Boston | 4  | 0  | 13.3 | .538 | .500 | .500 | 1.3 | 0.5 | 0.5 | 0.5 | 4.5  |
| 2015–16 | Boston | 4  | 0  | 8.0  | .111 | .000 | —    | 1.0 | 0.8 | 0.3 | 0.0 | 0.5  |
| 2016–17 | Boston | 18 | 2  | 19.2 | .512 | .319 | .733 | 3.2 | 1.9 | 0.7 | 0.8 | 9.2  |
| 2017–18 | Miami  | 5  | 0  | 29.2 | .477 | .421 | .700 | 4.6 | 3.8 | 1.4 | 1.2 | 12.8 |
| 2019–20 | Miami  | 17 | 0  | 15.2 | .474 | .347 | .821 | 4.6 | 1.1 | 0.2 | 0.5 | 7.6  |
| Gesamt  | Gesamt | 48 | 2  | 17.4 | .483 | .347 | .750 | 3.5 | 1.6 | 0.6 | 0.6 | 7.9  |